# Bolaget
Bolaget ist eine schwedische Band, die sich aus Adam Bergestål, William Ahlborg, Gustav Jörgensen und Oliver Norqvist zusammensetzt.

## Geschichte
Die vier aus Falun stammenden Bandmitglieder Adam Bergestål, William Ahlborg, Gustav Jörgensen und Oliver Norqvist lernten sich in der Schulzeit kennen. Drei Jahre nach dem Ende ihrer Schulzeit schrieben sie ihr erstes Lied. Im Jahr 2019 entstand schließlich die Band Bolaget. Den Namen wählten sie in Anspielung auf das Systembolaget, den staatlichen Alkoholmonopolisten in Schweden. Erste größere Bekanntheit erreichte die Band mit der Single Fem komma tvåan. Im Jahr 2020 gelang es ihnen, mit den beiden Liedern Fingrarna i halsen und Dum erstmals in die schwedischen Charts einzuziehen. 
Mit dem im Jahr 2021 veröffentlichten Lied Kan inte gå schaffte es die Band im Jahr 2022, einen Sommerhit zu erzielen. Das Lied wurde schließlich beim Musikstreamingdienst Spotify das in Schweden am häufigsten gestreamte Lied des Jahres. Mit Ikväll igen erreichte die Band im Jahr 2023 erneut den ersten Platz der schwedischen Singlecharts. Insgesamt hatte die Band drei Nummer-eins-Hit in diesem Jahr und belegte mit Ikväll igen und Kan inte gå die ersten beiden Plätze der Spotify-Jahrescharts und der von IFPI Schweden herausgegebenen Jahrescharts. Für Ikväll igen wurde die Band 2024 beim schwedischen Musikpreis Grammis in der Kategorie für das „Lied des Jahres“ ausgezeichnet.

## Stil
Viele der Lieder der Band handeln von Partynächten, weshalb sie teils dem in Schweden entstandenen Musikgenre EPA-Dunk zugeschrieben werden. Im Gegensatz zu den meisten Liedern des Genres spielt in den Liedtexten der Band Sex aber nur eine geringe Rolle.

## Auszeichnungen
Rockbjörnen
- 2023: Nominierung in der Kategorie „Durchbruch des Jahres“
- 2023: Nominierung in der Kategorie „Gruppe des Jahres“
- 2023: Nominierung in der Kategorie „Fans des Jahres“[8]
- 2024: Nominierung in der Kategorie „Gruppe des Jahres“
- 2024: Nominierung in der Kategorie „Fans des Jahres“[9]

Grammis
- 2024: „Lied des Jahres“ (für Ikväll igen)[10]
- 2024: Nominierung in der Kategorie „Künstler des Jahres“
- 2024: Nominierung in der Kategorie „Pop des Jahres“
- 2024: Nominierung in der Kategorie „Newcomer des Jahres“[11]

## Diskografie
Singles

| Jahr | Titel Album                   | Höchstplatzierung, Gesamtwochen, AuszeichnungChartplatzierungen (Jahr, Titel, Album, Platzierungen, Wochen, Auszeichnungen, Anmerkungen) | Höchstplatzierung, Gesamtwochen, AuszeichnungChartplatzierungen (Jahr, Titel, Album, Platzierungen, Wochen, Auszeichnungen, Anmerkungen) | Anmerkungen                                                |
| Jahr | Titel Album                   | SE | NO | Anmerkungen                                                |
| ---- | ----------------------------- | --- | --- | ---------------------------------------------------------- |
| 2019 | Fem komma tvåan –             | SE— ×2DoppelplatinSE | — | Erstveröffentlichung: 30. April 2019                       |
| 2019 | Nykter –                      | SE— PlatinSE | — | Erstveröffentlichung: 4. November 2019                     |
| 2020 | Fingrarna i halsen –          | SE40 ×2Doppelplatin · (24 Wo.)SE | — | Erstveröffentlichung: 27. Mai 2020                         |
| 2020 | Dum –                         | SE20 ×2Doppelplatin · (65 Wo.)SE | — | Erstveröffentlichung: 21. Oktober 2020                     |
| 2021 | Borde gå hem –                | SE90 Platin · (3 Wo.)SE | — | Erstveröffentlichung: 17. März 2021                        |
| 2021 | Brände hela lönen –           | SE57 Platin · (8 Wo.)SE | — | Erstveröffentlichung: 29. September 2021 mit De Vet Du     |
| 2021 | Kan inte gå –                 | SE1 ×4Vierfachplatin · (… Wo.)SE | — | Erstveröffentlichung: 29. Dezember 2021                    |
| 2022 | Supa –                        | SE14 Platin · (30 Wo.)SE | — | Erstveröffentlichung: 25. Mai 2022 mit De Vet Du           |
| 2022 | Någon annan (Efter fem) –     | SE100 Gold · (1 Wo.)SE | — | Erstveröffentlichung: 1. Juni 2022                         |
| 2023 | Ikväll igen –                 | SE1 ×5Fünffachplatin · (… Wo.)SE | NO29 Gold · (2 Wo.)NO | Erstveröffentlichung: 2. April 2023                        |
| 2023 | Farväl –                      | SE1 (30 Wo.)SE | — | Erstveröffentlichung: 13. September 2023                   |
| 2023 | Astronaut – Spotify Singles – | SE2 (25 Wo.)SE | — | Erstveröffentlichung: 6. Dezember 2023                     |
| 2023 | Låt Mig Va –                  | SE1 (60 Wo.)SE | — | Erstveröffentlichung: 25. Dezember 2023 mit Victor Leksell |
| 2024 | Välkommen ner –               | SE4 Platin · (42 Wo.)SE | — | Erstveröffentlichung: 10. April 2024                       |
| 2024 | Längesen –                    | SE1 (21 Wo.)SE | — | Erstveröffentlichung: 25. Dezember 2024                    |
| 2025 | Alla ska dö –                 | SE7 (11 Wo.)SE | — | Erstveröffentlichung: 19. März 2025                        |
| 2025 | Superman –                    | SE8 (8 Wo.)SE | — | Erstveröffentlichung: 30. April 2025 mit Hoffmaestro       |